# 黃教安
黃教安（：／ Hwang Gyo-an，1957年4月15日—），大韩民国保守派政治人物。曾任代理南韓總統、國務總理、法務部部長、自由韓國黨及未來統合黨（現為國民力量）黨代表。

## 早年生活
1957年4月15日在首爾出生，光成中学校、京畿高中、成均館大學畢業，1981年司法考試合格，司法研修院第13期畢業。
1992年起擔任地方檢察官。2003年因偵辦国家情報院非法監聽案成名，在本案中逮捕国家情報院課長。
2009年1月升任昌原檢察長，2009年9月升大邱高等檢察長，2011年1月升釜山高等檢察長，創下司法界最快升遷過程引起社會議論，不久後退休轉任律師。

## 法務部長
2013年3月11日，經由總統朴槿惠提名擔任法務部部長。
在法務部長任內，他對於親北朝鮮民族主義的極左派政黨統合進步黨採取批判態度。由於統合進步黨議員李石基的親北言論，韓國政府向憲法法院提議解散統合進步黨的決定。黃教安表示：“統合進步黨在建黨目的與政黨活動層面上，都屬於‘違憲政党’，因而向憲法法院提交要求解散該黨的審判申請書”。除提出解散該黨的申請外，政府同時還申請判決該党所屬國會議員全部喪失議員資格，並針對該黨提交了停止政黨活動的臨時處理申請。2014年11月在憲法法院與統合進步黨代表、前總統參選人李正姬舌戰辯論4小時。2014年12月19日，憲法法院判決统合進步黨的存在違反憲法而必須解散，成為韓國民主化以來首個被解散的政黨。

## 國務總理
在經過數次總理提名失敗，還有李完九因醜聞僅兩個月就辭職，2015年6月12日獲總統朴槿惠提名爲國務總理候選人，2015年6月18日正式擔任總理一職。
2016年11月2日，由於政府爆發崔順實干政事件而請辭，但隨後因新總理金秉准的提名被撤回而繼續任職。

## 代理總統任期（2016–2017）

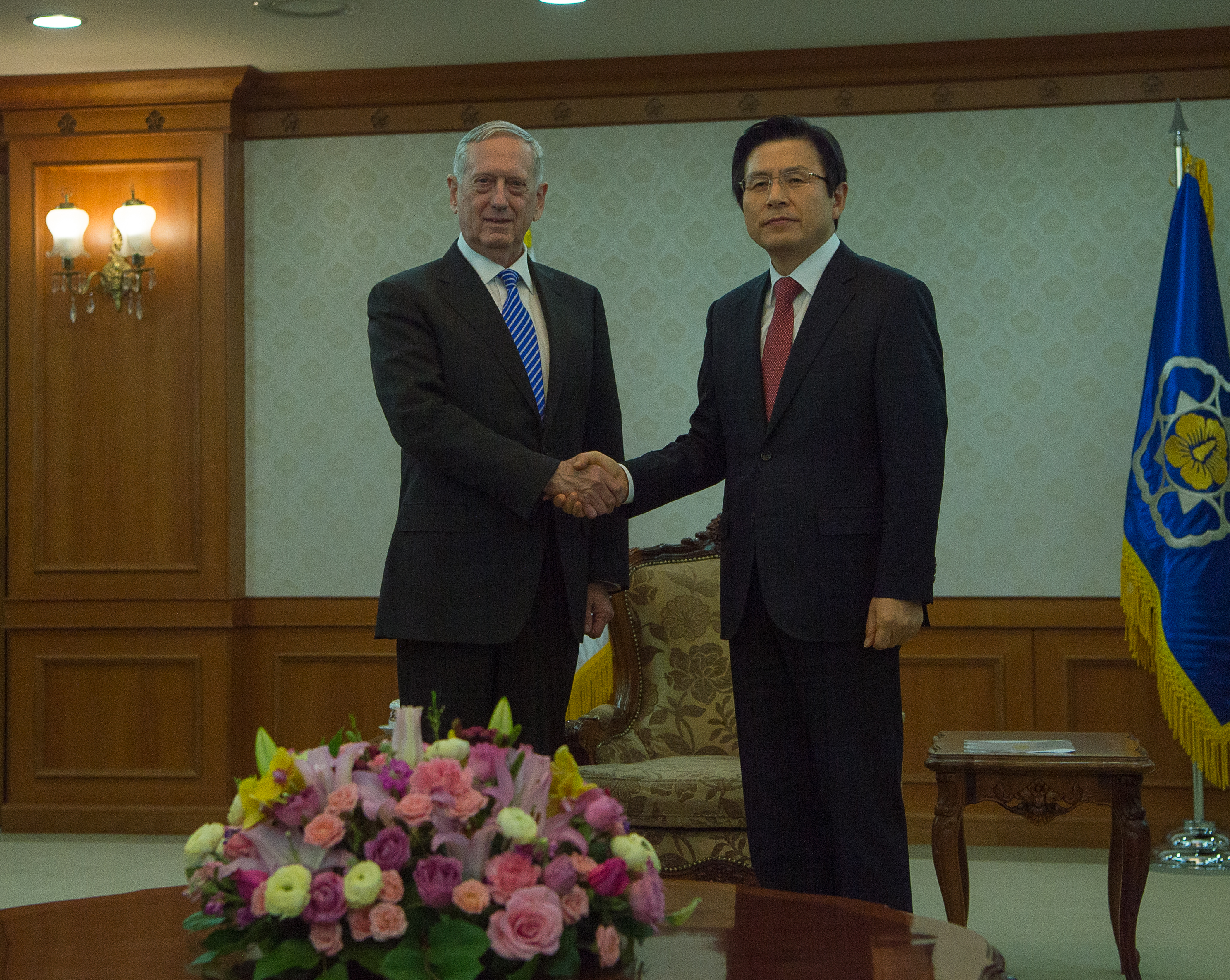
2017年2月2日，黄教安在首尔与美国国防部长詹姆斯·马蒂斯会面

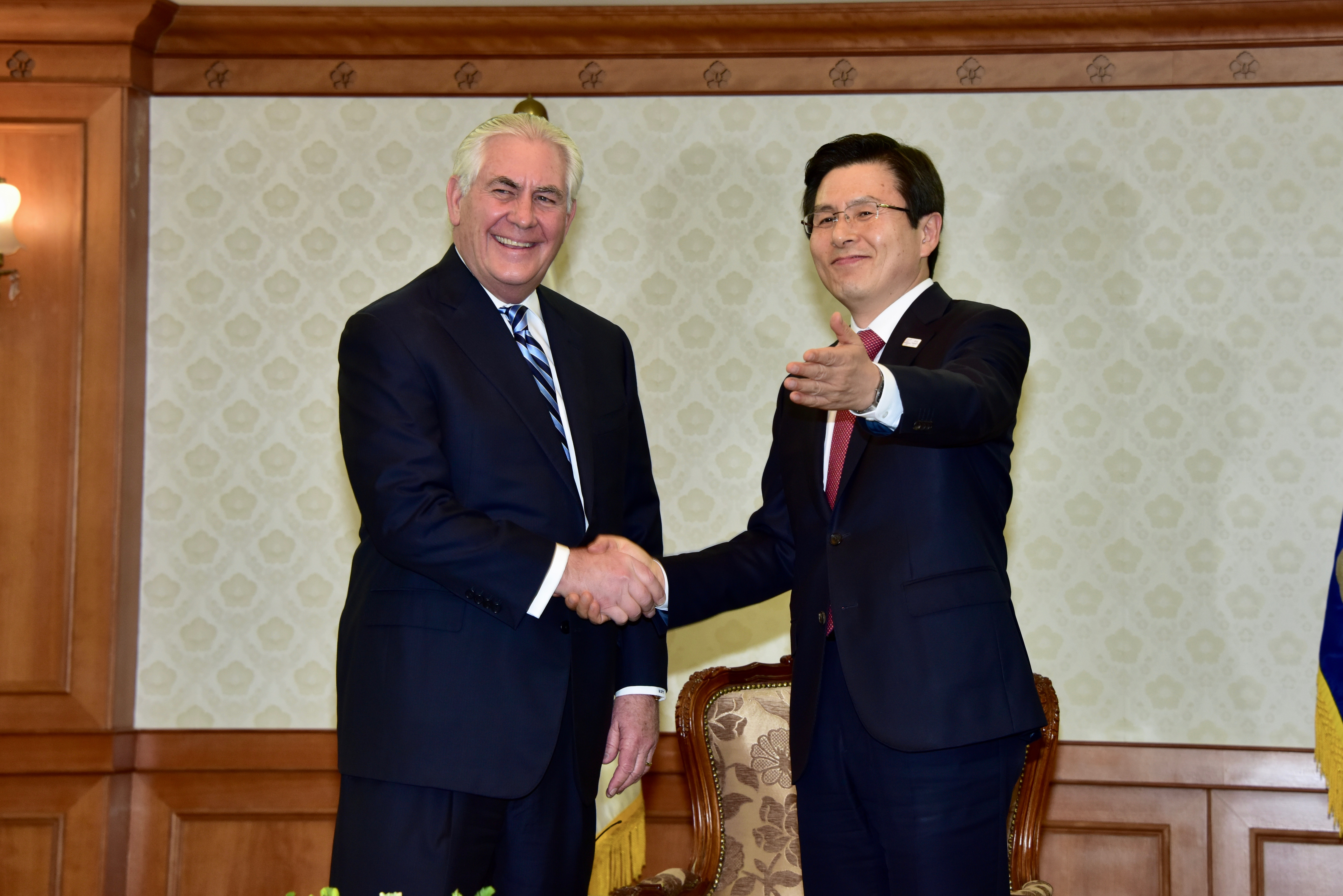
2017年3月17日，黄教安在首尔与美国国务卿雷克斯·蒂勒森会面

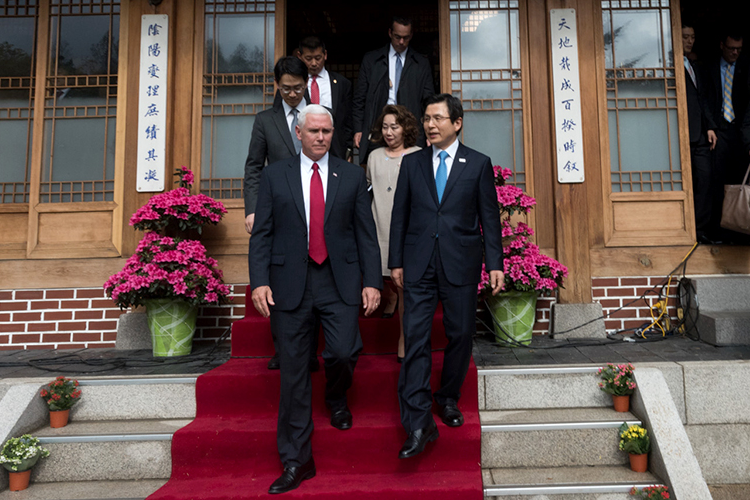
2017年4月17日，黄教安在青瓦台与美国副总统迈克·彭斯会面

2016年12月9日，国会表决通过朴槿惠弹劾案，朴槿惠被国会停职，由國務總理黄教安代理总统，主持國務會議。
2017年3月10日，朴槿惠被韓國憲法法庭正式彈劾解職，黃教安確定持續代理總統一職。
2017年3月15日，被視為執政黨自由韓國黨熱門總統候選人的黃教安表示「深思熟慮後，認為在當前的形勢下，應做好代理總統之責，不得有半點疏忽，為了治國和進行公正選舉，自己不適合參選總統」，並宣布下屆總統大選定於5月9日。
大选结束後，黄教安提出辞职并获批准。

## 代总统卸任後
2019年1月15日，加入最大在野党自由韓国党，2月27日当选为党代表。
2020年2月17日，保守政党結成未来統合党，黄教安就任其代表。同年4月15日參選鍾路選區，但被前國務總理李洛淵擊敗，而其領導的未来統合党在2020年大韩民国国会选举中惨败，他承担败选责任而辞去代表一职。之後，他指控該次選舉是「415舞弊選舉」，而中央選舉管理委員會是「舞弊選舉的主犯」。
2021年7月1日，黄教安宣布参加韩国保守派在野党国民力量党2022年韩国总统大选初选，9月15日通过首轮初选，10月8日在初选第二轮被淘汰。
2025年4月9日，黄教安宣布自己将作为独立候选人参加2025年韩国大选，并于当日退出国民力量，但在6月1日（正式投票前2天）宣布退出选举并支持金文洙。

## 選舉履歷
| 年度 | 選舉屆數       | 選舉區           | 所屬政黨   | 得票數 | 得票率 | 當選標記 | 備註 |
| ---- | -------------- | ---------------- | ---------- | ------ | ------ | -------- | ---- |
| 2020 | 第21屆國會選舉 | 首爾特別市鐘路區 | 未來統合黨 | 37,594 | 39.97% |          |      |